# Quinsac (Gironda)
Quinsac è un comune francese di 2 215 abitanti situato nel dipartimento della Gironda nella regione della Nuova Aquitania.

## Società

### Evoluzione demografica
Abitanti censiti